# White Rose-veld
Het White Rose-veld (Engels: White Rose oil field) is een olieveld in de Atlantische Oceaan op zo'n 350 km ten oostzuidoosten van het Canadese eiland Newfoundland. Het bevindt zich net als het Hiberniaveld in het Jeanne d'Arc-bekken onder de Grand Banks van Newfoundland.
Het olieveld was het tweede in Noord-Amerika dat gebruikt maakte van een drijvend FPSO-productieplatform, met name SeaRose. De aardolieproductie vatte aan in 2005, ruim twintig jaar na de ontdekking van het veld in 1984.
Husky Energy is de uitbater van het White Rose-veld en heeft ook 72,5% van de aandelen in bezit. De rest is in handen van Suncor Energy.